# 665
| [ Edytuj tabelę ]          |                                   |
| Cesarz Bizancjum           | - 641 Konstans II 668             |
| Cesarz Chin                | - 649 Tang Gaozong 683            |
| Król Essexu                | - 664 Sighere 683 - 664 Sebbi 694 |
| Król Franków w Neustrii    | - 658 Chlotar III 673             |
| Cesarz Japonii             | - 661 Tenji 671                   |
| Kalif                      | - 661 Mu’awija I 680              |
| Król Kentu                 | - 664 Egbert I 673                |
| Patriarcha Konstantynopola | - 654 Piotr 666                   |
| Władca Korei               | - 642 Pojang 668                  |
| Król Longobardów           | - 662 Grimoald 671                |
| Król Mercji                | - 658 Wulfhere 675                |
| Papież                     | - 657 Witalian 672                |
| Król Wizygotów             | - 649 Recceswint 672              |

Rok 665 / DCLXV
stulecia: VI wiek ~
VII wiek ~
VIII wiek

lata: 655 «
660 «
661 «
662 «
663 «
664 «
665
» 666
» 667
» 668
» 669
» 670
» 675

## Wydarzenia
- Azja
  - ekspansja Tybetu
  - w Basrze został skonstruowany podczas rządu umajjadzkiego kalifa Mu'awiji I pierwszy minaret
- Europa
  - Leuderic I został biskupem La Seu d’Urgell

## Zmarli
- Patrycja z Neapolu, święta Kościoła katolickiego[1].